# Cristina Ataíde
Cristina Ataíde (Viseu, 1951) é uma artista plástica portuguesa. Terminou o curso de Escultura em 1978 na Escola Superior de Belas Artes de Lisboa e frequentou o terceiro ano do curso de Design do mesmo estabelecimento. É contemporânea de Fernando Calhau e Julião Sarmento. Vive e trabalha em Lisboa. 

## Biografia
Em 1982, em Lagos, integrou o grupo Emarte, com o escultor João Cutileiro. Em 1984, com José Pedro Croft, cria e instala, no Cabo Espichel, um lugar de relação, Escultura sobre a Falésia onde surgia um altar cujas portas se abriam em direção ao oceano. 
Cofundadora da empresa transformadora de mármore e rochas ornamentais Madein, em Alenquer (da qual foi diretora de produção de Escultura e Design entre 1987 e 1996), desenvolveu peças de mobiliário, objetos de design e escultura em mármore. Trabalhou aí com Anish Kapoor, Michelangelo Pistoletto, Matt Mullican, Keith Sonnier e Joel Fisher. 
Bolseira da Fundação Luso Americana para o Desenvolvimento em 1986, 1988 e 1997, e da Fundação Calouste Gulbenkian em 1994, 95, 98 e 2005. Expõe individualmente desde 1984 e colectivamente desde 1983, em Portugal e no estrangeiro. Como docente, trabalha desde 1996 na Universidade Lusófona de Lisboa.
A sua obra desenvolve-se em suportes que variam entre a pedra, a madeira, o metal, pigmento e o papel, neste caso servindo o desenho, a fotografia e recentemente a escultura. Como escultora é autora de obra pública, como se pode ver em Cascais, Amadora, Caldas da Rainha, Castelo Branco, Alenquer, Fundão, Fines (Espanha) e no Parque de Escultura Contemporânea de Vila Nova da Barquinha, juntamente com escultores como Joana Vasconcelos, Fernanda Fragateiro, Rui Chafes e Alberto Carneiro, entre outros. 
Tem desenvolvido experiências diferenciadas, designadamente através da prática da instalação, acentuando a investigação de carácter social, antropológico e intervencionista (também do ponto de vista de uma consciência ecologista de íntima filiação na Land Art), devendo salientar-se a parceria com Graça Pereira Coutinho, com a qual realizou exposições como "Silêncio?" (Sala do Veado do Museu Nacional de História Natural, Lisboa, 1998) ou "Memória" (Casa da Cerca – Centro de Arte Contemporânea, Almada, 2000). 
Faz regularmente residências artísticas, pois é uma forma de conhecer mais profundamente, relacionar-se e interagir com os lugares e as comunidades onde se realizam. Como exemplos, em 2019 participou na Residência LabVerde, na floresta Amazónica e no Projeto RIZOMA na Andrea Rehder Arte Contemporânea em São Paulo; em 2017 no Ethiopia Walkscapes, Hangar Residency na Ethiopia e em 2014 na Winter Workspace Program, Glyndor Gallery, Wave Hill / Bronx, New York, USA. 
A sua obra encontra-se representada na coleções: Centro de Arte Moderna - Fundação Calouste Gulbenkian, Lisboa; Coleção MNAC- Museu do Chiado, Lisboa; Coleção Museu Berardo, Lisboa; Culturgest, Coleção da Caixa Geral de Depósitos, Lisboa; Fundação P.L.M.J., Lisboa; BesArte, Lisboa;  Coleção António Cachola, Elvas; Coleção de Arte Contemporânea Figueiredo Ribeiro, Abrantes; Coleção Casa da Cerca - Centro de Arte Contemporânea, Almada; Coleção Unión Fenosa, La Coruña, Espanha; Coleção do Centre d’Art Contemporain d’Essaouira, Maroc; MACS, Museu de Arte Contemporânea de Sorocaba, São Paulo; Museu Afro Brasil, Coleção Emanoel Araújo, São Paulo; Biblioteca do Vaticano, Roma. 

## Prémios
- Prémio Revelação, I Bienal de Sintra, 1987[3]
- Design in Stone Award, SK/Marbrito, 1993[3]
- Selo Design, Centro Português de Design, 1993[3]
- Distinção no Espaço Design 94, Exponor, Porto, 1994[3]
- Menção Honrosa de Escultura da 6ª Bienal das Caldas da Rainha, 1995[3]
- Escultura seleccionada para os "Recorridos de ARCO", Madrid,1996[3]
- Prémio aquisição Unión Fenosa, La Coruña, 1997 e 1999[3]
- Paisagen blanca, projecto para Blanca, 2009[3]

## Galeria

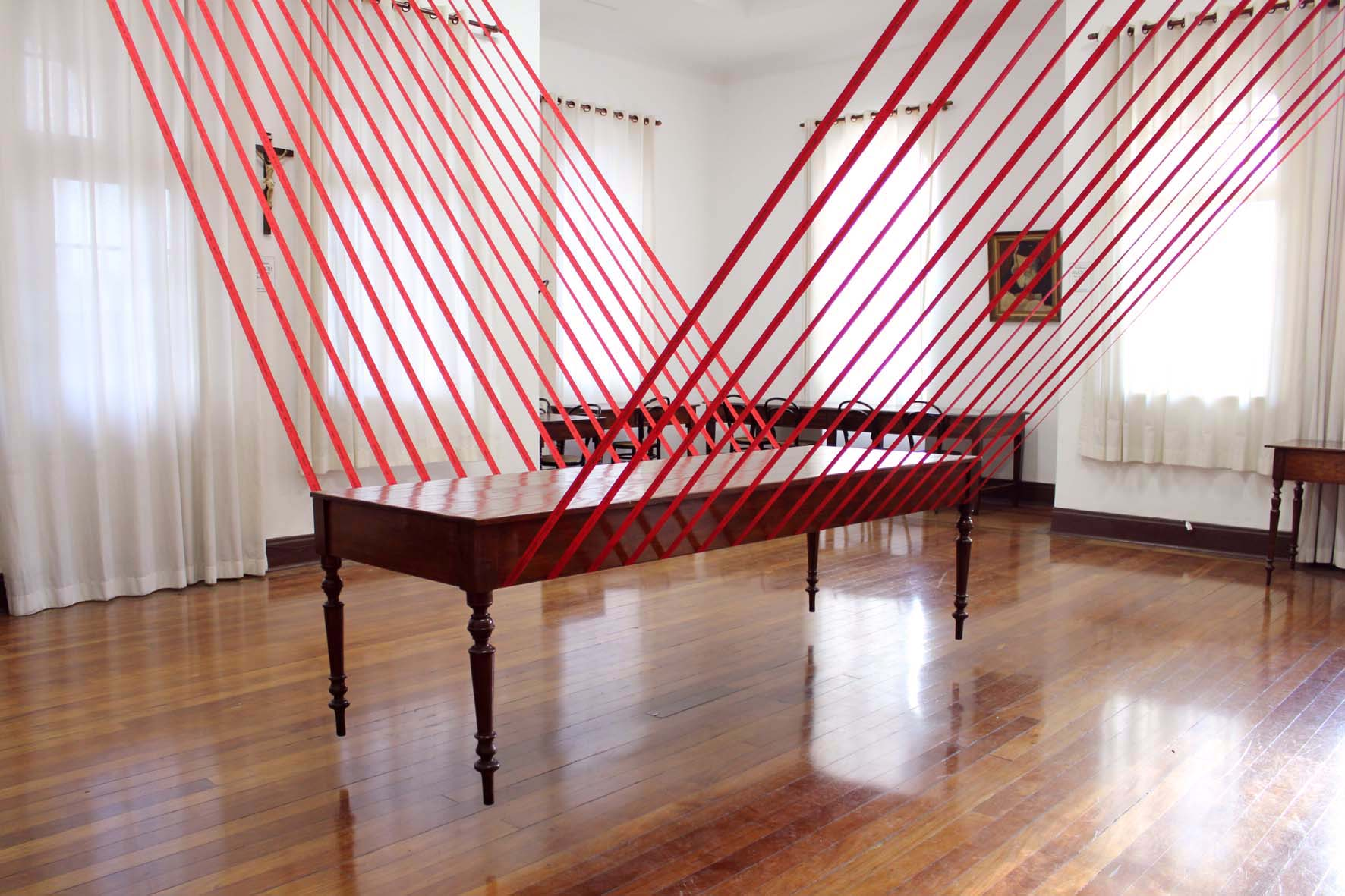
Mesa Suspensa, 2012 - Exposição «Itinerário da Mente Para a Luz (d'aprés São Boaventura)», Mosteiro de São Bento, São Paulo
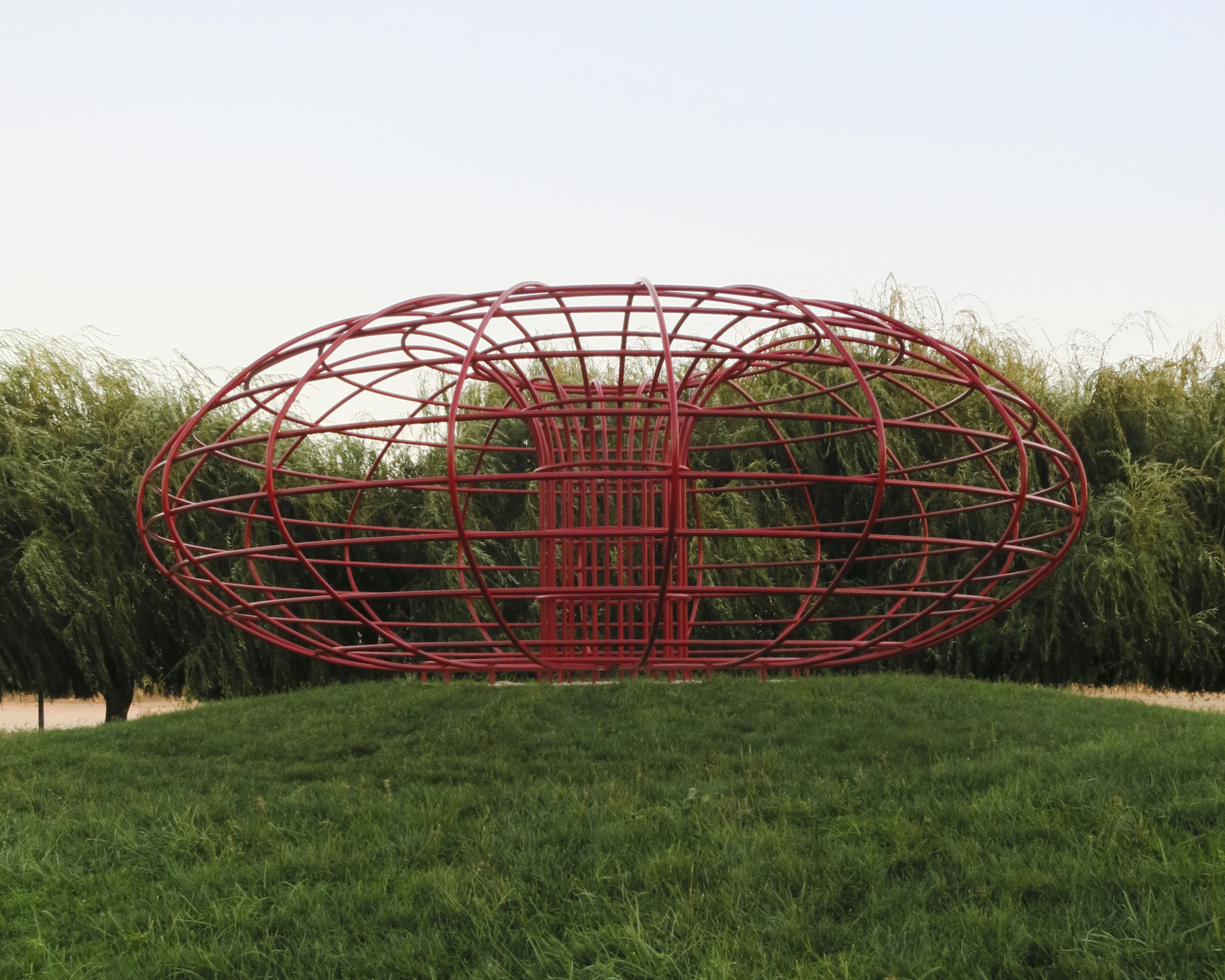
Parque de escultura contemporânea, Vila Nova da Barquinha